# 500 mil Indianapolis 1960
500 mil Indianapolis 1960 (oficiálně 44th International 500-Mile Sweepstakes) se jela na okruhu Indianapolis Motor Speedway v Indianapolis v Indianě ve Spojených státech amerických dne 30. května 1960. Závod byl třetím v pořadí v sezóně 1960 šampionátu Formule 1.

## Závod
| Poř. | Pořadí na startu | No. | Jezdec            | Konstruktér              | Kvalifikace | Pořadí v kvalifikaci | Počet kol | Kola ve vedení | Čas/Odstoupení  | Body |
| ---- | ---------------- | --- | ----------------- | ------------------------ | ----------- | -------------------- | --------- | -------------- | --------------- | ---- |
| 1    | 2                | 4   | Jim Rathmann      | Watson-Offenhauser       | 146.37      | 4                    | 200       | 100            | 3:36:11.36      | 8    |
| 2    | 3                | 1   | Rodger Ward       | Watson-Offenhauser       | 145.56      | 5                    | 200       | 58             | + 0:12.75       | 6    |
| 3    | 26               | 99  | Paul Goldsmith    | Epperly-Offenhauser      | 142.78      | 27                   | 200       | 0              | + 3:07.30       | 4    |
| 4    | 8                | 7   | Don Branson       | Phillips-Offenhauser     | 144.75      | 11                   | 200       | 0              | + 3:07.98       | 3    |
| 5    | 17               | 3   | Johnny Thomson    | Lesovsky-Offenhauser     | 146.44      | 3                    | 200       | 10             | + 3:11.35       | 2    |
| 6    | 7                | 22  | Eddie Johnson     | Trevis-Offenhauser       | 145         | 10                   | 200       | 0              | + 4:10.61       | 1    |
| 7    | 12               | 98  | Lloyd Ruby        | Watson-Offenhauser       | 144.2       | 15                   | 200       | 0              | + 4:25.59       |      |
| 8    | 25               | 44  | Bob Veith         | Meskowski-Offenhauser    | 143.36      | 23                   | 200       | 0              | + 5:17.48       |      |
| 9    | 28               | 18  | Bud Tingelstad    | Trevis-Offenhauser       | 142.35      | 29                   | 200       | 0              | + 8:19.91       |      |
| 10   | 14               | 38  | Bob Christie      | Kurtis Kraft-Offenhauser | 143.63      | 19                   | 200       | 0              | + 8:40.28       |      |
| 11   | 22               | 27  | Red Amick         | Epperly-Offenhauser      | 143.08      | 26                   | 200       | 0              | + 11:10.58      |      |
| 12   | 27               | 17  | Duane Carter      | Kuzma-Offenhauser        | 142.63      | 28                   | 200       | 0              | + 11:17.20      |      |
| 13   | 31               | 39  | Bill Homeier      | Kuzma-Offenhauser        | 141.24      | 32                   | 200       | 0              | + 12:10.71      |      |
| 14   | 24               | 48  | Gene Hartley      | Kurtis Kraft-Offenhauser | 143.89      | 16                   | 196       | 0              | + 4 kola        |      |
| 15   | 9                | 65  | Chuck Stevenson   | Watson-Offenhauser       | 144.66      | 12                   | 196       | 0              | + 4 kola        |      |
| 16   | 21               | 14  | Bobby Grim        | Meskowski-Offenhauser    | 143.15      | 25                   | 194       | 0              | + 6 kol         |      |
| 17   | 19               | 26  | Shorty Templeman  | Kurtis Kraft-Offenhauser | 143.85      | 17                   | 191       | 0              | Spojka          |      |
| 18   | 23               | 56  | Jim Hurtubise     | Christensen-Offenhauser  | 149.05      | 1                    | 185       | 0              | Motor           |      |
| 19   | 10               | 10  | Jimmy Bryan       | Epperly-Offenhauser      | 144.53      | 13                   | 152       | 0              | Palivový systém |      |
| 20   | 6                | 28  | Troy Ruttman      | Watson-Offenhauser       | 145.36      | 8                    | 134       | 11             | Náprava         |      |
| 21   | 1                | 6   | Eddie Sachs       | Ewing-Offenhauser        | 146.59      | 2                    | 132       | 21             | Dynamo          |      |
| 22   | 11               | 73  | Don Freeland      | Kurtis Kraft-Offenhauser | 144.35      | 14                   | 129       | 0              | Dynamo          |      |
| 23   | 18               | 2   | Tony Bettenhausen | Watson-Offenhauser       | 145.21      | 9                    | 125       | 0              | Motor           |      |
| 24   | 15               | 32  | Wayne Weiler      | Epperly-Offenhauser      | 143.51      | 20                   | 103       | 0              | Nehoda          |      |
| 25   | 16               | 5   | A. J. Foyt        | Kurtis Kraft-Offenhauser | 143.46      | 22                   | 90        | 0              | Spojka          |      |
| 26   | 29               | 46  | Eddie Russo       | Kurtis Kraft-Offenhauser | 142.2       | 30                   | 90        | 0              | Nehoda          |      |
| 27   | 13               | 8   | Johnny Boyd       | Epperly-Offenhauser      | 143.77      | 18                   | 77        | 0              | Motor           |      |
| 28   | 20               | 37  | Gene Force        | Kurtis Kraft-Offenhauser | 143.47      | 21                   | 74        | 0              | Brzdy           |      |
| 29   | 32               | 16  | Jim McWithey      | Epperly-Offenhauser      | 140.37      | 33                   | 60        | 0              | Brzdy           |      |
| 30   | 5                | 9   | Len Sutton        | Watson-Offenhauser       | 145.44      | 7                    | 47        | 0              | Motor           |      |
| 31   | 4                | 97  | Dick Rathmann     | Watson-Offenhauser       | 145.54      | 6                    | 42        | 0              | Brzdy           |      |
| 32   | 30               | 76  | Al Herman         | Ewing-Offenhauser        | 141.83      | 31                   | 34        | 0              | Spojka          |      |
| 33   | 33               | 23  | Dempsey Wilson    | Kurtis Kraft-Offenhauser | 143.21      | 24                   | 11        | 0              | Dynamo          |      |

### Náhradníci
- První náhradník: Chuck Rodee (#89)

### Jezdci, kteří se nekvalifikovali
- Chuck Arnold (#21)
- Foster Campbell (#62) – Nedostatek zkušeností
- Bill Cheesbourg (#45)
- Bob Cleberg (#61)
- Leon Clum (#95) – Nedostatek zkušeností
- Russ Congdon (#79)
- Jimmy Daywalt (#23) – Vůz řídil Dempsey Wilson
- Duke Dinsmore (#95)
- Lee Drollinger (#58)
- Jack Ensley (#17)
- Cotton Farmer (#31, #69)
- Cliff Griffith (#29)
- Norm Hall (#31, #39, #92)
- Chuck Hulse (#43, #69)
- Eddie Jackson (#62) – Nedostatek zkušeností
- Bruce Jacobi (#95) – Nedostatek zkušeností
- Al Keller (#35, #57)
- Mike Magill (#77)
- Jim Packard (#71)
- Marvin Pifer (#87)
- Ebb Rose (#41)
- Jack Rounds (#52)
- Paul Russo (#31, #47, #49)
- Gig Stephens (#21)
- Johnnie Tolan (#24)
- Jack Turner (#25, #31)
- Bob Wente (#95) – Nedokončil nováčkovský test
- Chuck Weyant (#87, #88)[1]

### Jezdci ve vedení
- 1 Ward
- 2–3 Sachs
- 4–18 Ward
- 19–24 Ruttman
- 25–37 J. Rathmann
- 38–41 Ward
- 42–51 Sachs
- 52–56 Ruttman
- 57–61 Sachs
- 62–69 J. Rathmann
- 70–72 Sachs
- 73–74 J. Rathmann
- 75 Sachs
- 76–85 J. Rathmann
- 86–95 Thomson
- 96–122 J. Rathmann
- 123–127 Ward
- 128–141 J. Rathmann
- 142–146 Ward
- 147 J. Rathmann
- 148–151 Ward
- 152–162 J. Rathmann
- 163–169 Ward
- 170 J. Rathmann
- 171–177 Ward
- 178–182 J. Rathmann
- 183–189 Ward
- 190–193 J. Rathmann
- 194–196 Ward
- 197–200 J. Rathmann

## Průběžné pořadí po závodě
Pohár jezdců
|        | Pořadí | Jezdec        | Body |
| ------ | ------ | ------------- | ---- |
|        | 1      | Bruce McLaren | 14   |
|        | 2      | Stirling Moss | 8    |
| 31     | 3      | Jim Rathmann  | 8    |
| 1      | 4      | Cliff Allison | 6    |
| 29     | 5      | Rodger Ward   | 6    |
| Zdroj: |        |               |      |

Pohár konstruktérů
|        | Pořadí | Konstruktér     | Body |
| ------ | ------ | --------------- | ---- |
|        | 1      | Cooper-Climax   | 14   |
|        | 2      | Ferrari         | 10   |
|        | 3      | Lotus-Climax    | 9    |
|        | 4      | Cooper-Maserati | 3    |
|        | 5      | BRM             | 2    |
| Zdroj: |        |                 |      |